# Liga Nacional de Hockey Hielo Femenina 2023-24
La Liga Nacional de Hockey Hielo Femenina 2023-24, conocida como Liga Iberdrola de Hockey Hielo por motivos de patrocinio, es la 16.ª edición de la liga española de hockey sobre hielo, máxima categoría a nivel nacional en categoría femenina.
Es disputada por siete equipos. La liga sigue un formato de todos contra todos para un total de doce jornadas y los cuatro primeros clasificados disputan un playoff para decidir el campeón.

## Equipos
| Equipo                        | Localidad     | Estadio                                  | Capacidad |
| ----------------------------- | ------------- | ---------------------------------------- | --------- |
| Club Gel Puigcerdà            | Puigcerdá     | Club Poliesportiu Puigcerdà              | 1450      |
| SH Majadahonda                | Majadahonda   | Pista de hielo La Nevera                 | 250       |
| Club Hockey Hielo Txuri Urdin | San Sebastián | Palacio del Hielo Txuri Urdin            | 800       |
| Club Hielo Jaca               | Jaca          | Pabellón de Hielo de Jaca                | 2000      |
| Kosner Club Hielo Huarte      | Huarte        | Palacio de Hielo Huarte                  |           |
| Milenio Panthers              | Logroño       | Centro Deportivo Municipal Lobete        | 624       |
| Quimeras Valdemoro            | Valdemoro     | Pista de Hielo Francisco Fernández Ochoa |           |

## Clasificación
|                                                                          | Equipo                        | Pts. | J  | G  | PGP | P  | PPP | GF | GC | DG  |
| ------------------------------------------------------------------------ | ----------------------------- | ---- | -- | -- | --- | -- | --- | -- | -- | --- |
| 1                                                                        | Club Hockey Hielo Txuri Urdin | 77   | 12 | 10 | 1   | 1  | 0   | 32 | 77 | -45 |
| 2                                                                        | Club Gel Puigcerdà            | 61   | 12 | 9  | 0   | 3  | 0   | 27 | 61 | -34 |
| 3                                                                        | SH Majadahonda                | 66   | 12 | 8  | 0   | 2  | 2   | 26 | 66 | -40 |
| 4                                                                        | Kosner CH Huarte              | 65   | 12 | 7  | 1   | 4  | 0   | 23 | 65 | -42 |
| 5                                                                        | Milenio Panthers              | 20   | 12 | 3  | 0   | 9  | 0   | 9  | 20 | -11 |
| 6                                                                        | CH Jaca                       | 21   | 12 | 3  | 0   | 9  | 0   | 9  | 21 | -12 |
| 7                                                                        | Quimeras Valdemoro            | 13   | 12 | 0  | 0   | 12 | 0   | 0  | 13 | -13 |
| Fuente: Liga Nacional de Hockey Hielo femenina; actualización automática |                               |      |    |    |     |    |     |    |    |     |

Los cuatro primeros clasificados jugarán una ronda de playoffs

## Playoffs
|  | Semifinales | Semifinales                   | Semifinales | Semifinales    | Semifinales |   |     | Finales                       | Finales | Finales | Finales | Finales | Finales | Finales |  |
|  |             |                               |             |                |             |   |     |                               |         |         |         |         |         |         |  |
|  |             |                               |             |                |             |   |     |                               |         |         |         |         |         |         |  |
|  | 1.º         | Club Hockey Hielo Txuri Urdin | 8           | 2              | /           |   |     |                               |         |         |         |         |         |         |  |
|  | 1.º         | Club Hockey Hielo Txuri Urdin | 8           | 2              | /           |   |     |                               |         |         |         |         |         |         |  |
|  | 4.º         | Kosner Club Hielo Huarte      | 0           | 1              | /           |   |     |                               |         |         |         |         |         |         |  |
|  | 4.º         | Kosner Club Hielo Huarte      | 0           | 1              | /           |   | 1.º | Club Hockey Hielo Txuri Urdin | 3       | 2       | 0       | /       | /       |         |  |
|  |             |                               |             |                |             |   | 1.º | Club Hockey Hielo Txuri Urdin | 3       | 2       | 0       | /       | /       |         |  |
|  |             |                               | 2.º         | SH Majadahonda | 2           | 0 | 2   | /                             | /       |         |         |         |         |         |  |
|  | 2.º         | SH Majadahonda                | 2.º         | SH Majadahonda | 2           | 0 | 2   | /                             | /       | 2       | 4       | 2       |         |         |  |
|  | 2.º         | SH Majadahonda                |             |                |             |   |     |                               |         | 2       | 4       | 2       |         |         |  |
|  | 3.º         | Club Gel Puigcerdà            | 3           | 0              | 1           |   |     |                               |         |         |         |         |         |         |  |
|  | 3.º         | Club Gel Puigcerdà            | 3           | 0              | 1           |   |     |                               |         |         |         |         |         |         |  |
|  |             |                               |             |                |             |   |     |                               |         |         |         |         |         |         |  |